# Rammun
Rammun (àrab: رمّون, Rammūn) és una vila palestina de la governació de Ramal·lah i al-Bireh, al centre de Cisjordània, situada a 12 km a l'est de Ramal·lah i a 3 kilòmetres al sud de Taybeh. Limita amb Deir Dibwan al sud-oest, Beitin a l'est i Ein Yabrud al nord-est. Segons l'Oficina Central d'Estadístiques de Palestina (PCBS), tenia 3.360 habitants en 2016.

## Història
S'hi ha trobat terrissa de l'Edat de Ferro, hel·lenística, romana, croada-aiúbida i mameluc, així com mosaics i una antiga cisterna. Van der Velde (en 1854) van assumir que Rammun era el lloc esmentat a la Bíblia com Rimmon, Sela Rimmon. El "Penyal de Rimmon" va ser on la tribu de Benjamí va fugir (Llibre dels Jutges 20:45, 47; 21:13), i on es van mantenir durant quatre mesos després de la batalla a Gibeah. També es suggereix que és la ciutat de Rimmon esmentada al Mapa de Madaba, situada a quinze quilòmetres al nord de Jerusalem, entre Betel i Jericó.
Hi ha restes romanes d'Orient, croates, aiúbides, mamelucs i otomanes a la ciutat, inclòs un mosaic a la mesquita de la ciutat, una antiga cova de sepultura i un pou sanitari. La cova de l'enterrament es remunta a l'època romana d'Orient i contenia llums de ceràmica, sandàlies i medallons en forma de creu.

### Època otomana

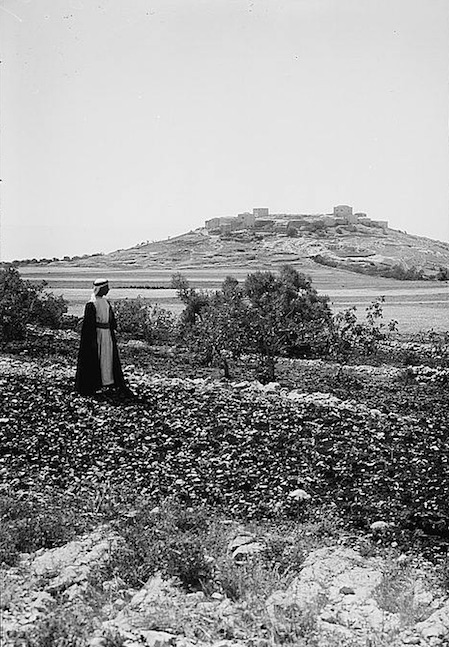
Rammun, ca 1900 a 1920

S'hi ha troba terrissa dels primers anys del domini otomà.
En 1596, Rammun apareix als registres fiscals otomans com a part de la nàhiya d'al-Quds al liwà homònim. Tenia una població de 39 llars musulmanes i pagava impostos sobre el blat, l'ordi, les olives i les vinyes o fruiters.
En 1838 Rummon era considerada una vila musulmana al districte de Beni Salim, a l'est de Jerusalem. L'explorador francès Victor Guérin va visitar per primera vegada el poble el 1863 i el va descriure com un poble amb cinc-cents habitants. També va assenyalar que a la muntanya de pedra calcària es van excavar nombroses coves, moltes de les quals encara eren utilitzades pels pastors i els seus ramats. També es van trobar les antigues cisternes excavades a la roca. Les cases eren parcialment construïdes amb materials antics, inclosos alguns grans carreus tallats.
Una llista de pobles otomans de l'any 1870 va demostrar que Rammun tenia 81 cases i una població de 334, tot i que el recompte de població només incloïa homes. El poble fou descrit com a l'àrea de Beni Salim.
En 1883 el Survey of Western Palestine del Fons per a l'Exploració de Palestina descriu Rammun com «un poble de grandària moderada, amb cisternes i coves, evidentment un lloc antic. Al nord-est hi ha un tanc de roca profund, i al sud una tomba tallada en roca. Les cases són sobre un punt cònic àrid de roca al nord de una vall intensa i construïda en terrasses, el lloc és peculiar, estant al final d'un altiplà de sòl arable que s'estén cap al sud des de Taiyibeh. La vista és extensa cap al sud-est, però limitada pel nord de Taiyibeh. Hi ha nombroses coves als costats rocosos del turó anomenats Ashkaf Jiljal, així com més a l'oest (Ashkaf Daud).»
En 1896 la població de Rammun era estimada en 705 persones.

### Època del Mandat Britànic
En el cens de Palestina de 1922, organitzat per les autoritats del Mandat Britànic, la població de Rammun era de 703 musulmans, incrementats en el cens de 1931 a 744 musulmans en 153 cases.
En 1945, la població era de 970 musulmans, mentre que l'àrea total de terra era de 30,043 dúnams, segons una enquesta oficial de terra i població. D'aquests, 2,338 eren per plantacions i regadius, 7,181 per a cereals, mentre 61 dúnams eren sòl edificat.

### Després de 1948
En la vespra de guerra araboisraeliana de 1948, i després dels acords d'armistici araboisraelians de 1949, Rammun fou ocupada pel regne haixemita de Jordània. Després de la Guerra dels Sis Dies de 1967 va romandre sota l'ocupació israeliana.
L'any 2012, al voltant de 3.000 pobladors romanen a Rammun, mentre hi ha uns 7.000 a la diàspora palestina, principalment als Estats Units. Molts a la diàsfora tenen segones residències al poble. Aquests habitatges han estat objecte robatoris, per això alguns propietaris han organitzat rellotges de nit.
En març de 2012 una unitat Duvdevan vestida de civil entrà a Rammun i segons informa en un exercisi d'entrenament nocturn foren confosos per lladres de tres germans de la família Shawakhah. Els tres germans foren van rebre nombrosos trets en la confrontació que va seguir en la qual es van implicar soldats uniformats de les Forces de Defensa d'Israel i Rashad Shawakhah va morir de les ferides alguns dies després a l'hospital. La radio de l'exèrcit israelià va informar inicialment que terroristes havien atacat un soldat de les FDI durant una operació militar. El soldat des FDI que va cossejar un dels esposats ferits després de la presa va ser destituït poc després de l'incident. B'Tselem, que ha afirmat que el mètode operatiu de la unitat i les normes d'entrenament violen el dret internacional, van demanar a la Divisió d'Investigacions Penals de l'exèrcit que examinaés l'incident. L'advocat general militar ha obert una investigació el maig de 2012.